# Ajjúbidák

Az Ajjúbida Birodalom a 12. században (sárgával)

Az Ajjúbidák (Kurd nyelven: دەوڵەتی ئەییووبی Dewleta Eyûbiyan; Arab nyelven:: الأيوبيون al-ʾAyyūbiyyūn), vagy Ajjúbida-dinasztia (államuk neve: Ajjúbida Birodalom, Ajjúbida Szultanátus) kurd származású dinasztia, akik először mint a Zangidák katonai vezető rétege szereztek ismertséget Szíriában a 12. században. 1168-ban jutottak hatalomra Egyiptomban, és hamarosan kiterjesztették hatalmukat a Hidzsázra, Jemenre, a Levantére, Tripolitániára és több észak-mezopotámiai régióra. A 13. század válságai közepette elvesztette vezető szerepét, bár két kisebb fejedelemség még a 14. században is fennmaradt (Hama 1341-ig). A dinasztia bukása után még a mamlúkok mellett is feltűntek a család tagjai a 15. században (Ḥeṣn Kajfa 1462-ig). 
A dinasztia alapítója és legismertebb tagja Szaladin szultán, aki a Jeruzsálem környéki keresztes háborúk során szerzett hírnevet magának mint a keresztesek legfélelmetesebb ellenfele. Szaladint világszerte elismerik mint lovagias és zseniális stratégát, a keresztény világban ma is általános tisztelet övezi, a muszlimok pedig a mai napig egyik legnagyobb hősüknek tartják.

## Eredet
Az Ajjúbidák ősei visszavezethetők Sadira, a 12. század első negyedében virágzó nevezetes kurd-örmény város Dvin uralkodócsaládjának egyik fő alakjára. Sadi apját a források gyakran Marvannak nevezik, de ezen kívül semmit nem tudunk róla. Úgy tűnik azonban, hogy Sadi a Ravádíja (Rawādīya) kurd törzs tagja volt, amely a hatalmas Hadbáníja (Haḏbānīya) törzsszövetség egyik ága. Egyes kutatások szerint az Ajjúbidák egy állattenyésztő törzs tagjai voltak, akik egy marginális, de geopolitikai értelemben bonyolult terület felett diszponáltak.
Mivel később az Ajjúbidák a hatalom részesei lettek, némelyek azt valószínűsítik, hogy nem kurdok voltak, hanem arabok, hiszen a hatalom közelébe ők kerülhettek a leggyorsabban.

## Felemelkedés
Az ajjúbidák felemelkedése Sádi száműzetésével vette kezdetét, amikor egy török hadvezér kiűzte őt a városból, és megkaparintotta az ottani kurd hercegséget. Sadi Irakba vándorolt két felnőtt fiával, Najm-al-Dín Ajjúbbal és Aszad-al-Dín Sírkúhval, majd az iraki szeldzsukok Sadit, egy régi barátja közbenjárására kinevezték Takrít parancsnokává. Sadi halála után helyét idősebbik fia Ajjúb vette át. A politikai viszontagságok hamarosan egy másik emigráns szolgálatába állították a fiúkat, így 1138-ban Ajjúb és Sírkúh a hatalmas moszuli atabég, Emad-al-Din Zangi mellé szegődött, ahol hamar kiérdemelték a száműzöttek közt a legerősebb és legbefolyásosabb tisztségeket. A státuszt meg tudták őrizni Emad-al-Din Zangi halála után is, mivel megtartotta őket szolgálatában annak fia, Núr-al-dín Mahmúd (1146–1174) is. 

## Szaladin, és az Ajjúbidák politikai rendszere

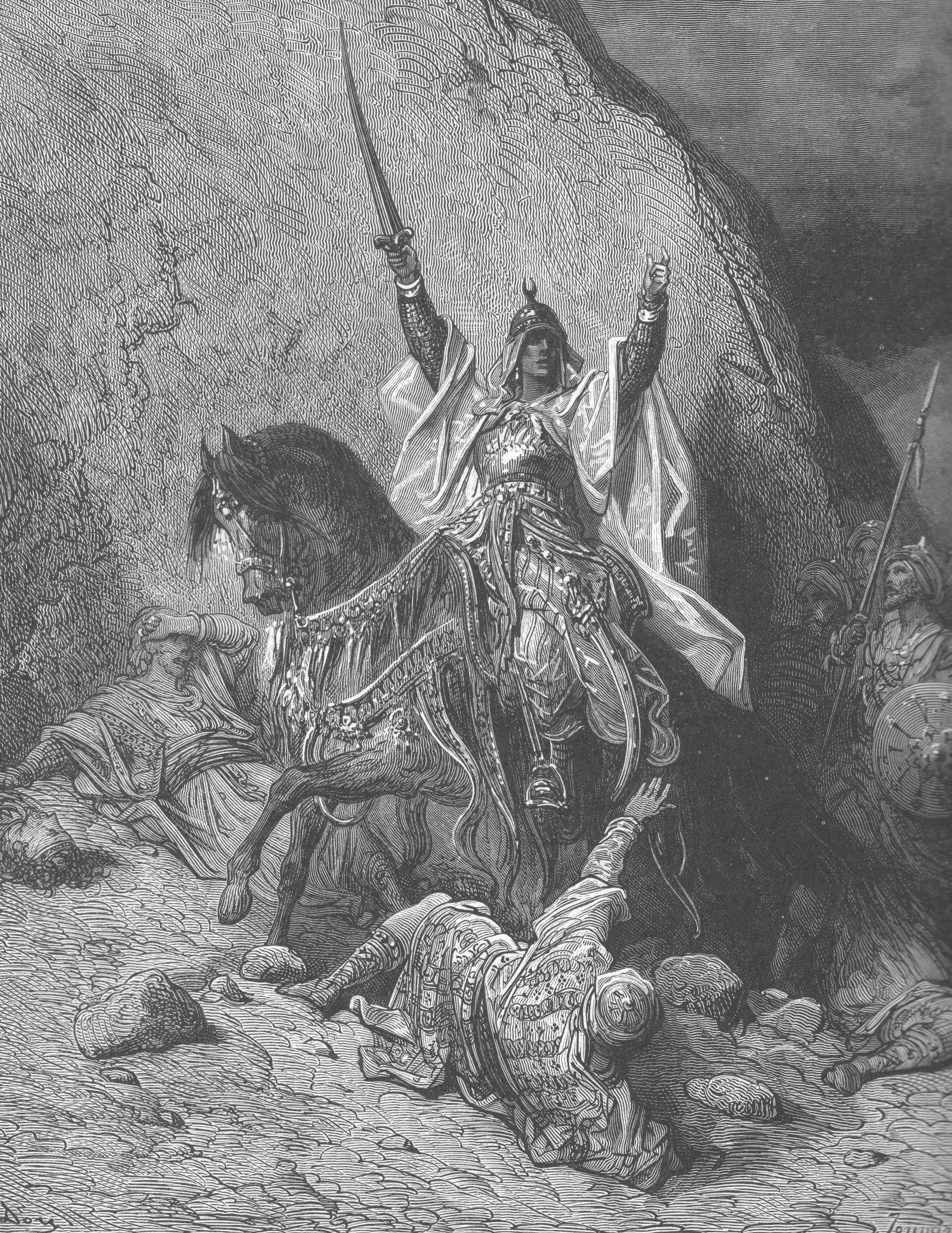
Szaladin, a dinasztiaalapító. Erősen idealizált fantáziarajz (Gustave Doré litográfiája 1884)

1168-ban Sírkúh, Núr al Dín Zangida uralkodó parancsára expedíciós hadsereget vezetett Egyiptomba, ahol sikerült rábírni a tehetetlen al-Ázed Fátimida kalifát arra, hogy nevezze ki őt vezérének. Sírkúh néhány hónap múlva meghalt (1169), őt követte pozíciójában unokaöccse Szaláh ad-Dín Júszuf ibn Ajjúb, aki Nyugaton, mint Szaladin vált ismertté, és ő volt a valódi alapítója az Ajjúbida-dinasztiának. Szaláh ad-Dín nagy szakértelemmel látott munkához, hogy hatalmát megszilárdítsa. Szaladin 1171-ben megdöntötte a síita Fátimidák hatalmát, visszaállította az Abbászida kalifa fennhatóságát, és visszatérítette a lakosságot a szunnita hitre. Núr ad-Dín halála után Szaladin átvette annak tartományait, és székhelyét Damaszkuszba helyezte. A kalifa kinevezte a muszlimok teljhatalmú vezetőjévé a keresztesek elleni háborúban, egyúttal „Mekka és Medina szent helyeinek védelmezőjeként” a keresztesek által zaklatott zarándokok, és a kereskedelmi utak védelmét is kötelességévé tette. Szaladin elnyomott minden ellenzéki megmozdulást Egyiptomban, majd miután gazdája, Núr ad-Dín meghalt (1174), apránként kezdte átvenni a közvetlen irányítást Szíria felett is. 1183-ban elfoglalta Aleppót (Halab), amely az utolsó központja volt a Zangidáknak Szíriában, és 1186-ban csökkenteni tudta Moszulban a Zangidák hűbéreseinek befolyását. Amikor a keresztesek Keraknál egy karavánt kiraboltak, Hattínnál megütközött a keresztény sereggel és fényes győzelmet aratott. Számos palesztin erődítményt és várost elfoglalva 1187-ben, a Próféta mennybemenetelének napján visszafoglalta Jeruzsálemet. 
Szaláh ad-Dín leginkább a keresztesek elleni háborúkból ismert, ezek a harcok, egyezkedései, és diplomáciai erőfeszítései határozták meg uralkodását haláláig (1193). Bár örökösei kiterjesztették fennhatóságukat Észak-Mezopotámiára és Örményországra, már Szaláh ad-Dín háborúi is kijelölték az Ajjubida befolyás határait a Közel-Keleten.
Szaláh ad-Dín legjelentősebb érdeme, hogy kialakított egy irányítási rendszert, amely biztosította a politikai ideológiai keretet az általa uralt területeken, egyúttal meghatározta a muszlimok nyugati világhoz fűződő viszonyát a következő fél évszázadra. Ez a politikai rendszer, amely a családi szövetségként működő Szeldzsuk és a Zangida uralkodóházak működési gyakorlatához hasonlított, meghatározta azt a politikai struktúrát, ami nem volt idegen nagyapja, apja és nagybátyja uralkodói gyakorlatától, és amelyet már Örményországban is megismert. Az alapvető (és általában a ki nem mondott) elv ebben a rendszerben az volt, hogy a politikai hatalom az államban nem lehet egyetlen ember kizárólagos birtokában, hanem azt meg kell osztani az uralkodócsalád vezető férfi tagjai között. Ezt a hatalommegosztást úgy érték el, hogy valamennyi hercegség vagy fejedelemség bizonyos jövedelmet szakít a központi hatalomtól (apanázs), amelynek felhasználását ő határozza meg saját örökletes és autonóm fejedelemségében. Ennek fejében az uralkodócsalád egy tagjának központi és abszolút hatalmát el kell ismernie. Ebben a fajta rendszerben, a rokoni kapcsolat az elsődleges, (bár természetesen nem az egyetlen) amely meghatározza a központi hatalommal szembeni lojalitás mértékét. 
Ha elfogadjuk, hogy Saláh ad-Dín politikai szemléletét nagymértékben alakították az ilyen megfontolások, döntése (különösen Aleppo meghódítása után [1183]), azaz hódításainak kiparcellázása apanázs államokként már nem meglepő. Hasonlóképpen, ennek a logikának a mentén választotta ki örököseit is, azaz három fiát, unokaöccsét, és öccsét al-Malek al-Adel ʿ Szajf-al-Dint.

## A birodalom felbomlása
Saláh ad-Dín utódainak története rendkívül összetett: két fő követője mint az Ajjúbidák konföderációjának vezérei jelentős változásokat hajtottak végre a politikai szerkezet megváltoztatásában, de ezek tartalmát elsősorban saját céljaikra alakították. Így bátyja al-Malek ad-Ádel Szajf al-Dín (1200–1218) biztosítani tudta hatalmát saját fia területeinek hűbéresi hozzárendelésével. Másrészt annak utódja al-Malek al-Kamel Naser ad-Dín (1218–1238), diplomáciai kapcsolatok és alkalmi szövetségek révén képes volt megőrizni a Földközi-tenger menti kényes politikai egyensúlyú területek stabilitását. 
A Saláh ad-Dín által megteremtett birodalmat a család tagjainak hatalmi harcai szétdarabolták, 1200-ra azonban átmenetileg sikerült újra egyesíteni. Ez az egység azonban 1218-ra összeomlott. Kairóban a dinasztia fő ága uralkodott ad-Kamil (1218–1238) vezetésével, míg Damaszkuszban, Aleppóban és Homszban a család mellékágai. A főág 1250-ben halt ki, amikor al-Muazzam szultánt a mamlúkok meggyilkolták, majd ugyanők később a homszi mellékágat 1268-ban pusztították el. A damaszkuszi és aleppói ágak az Ilhánidák hódításainak estek áldozatul (1260).

## Uralkodók

### Egyiptomiszultánok (1171–1254)
| Uralkodó            | Születési idő     | Halálozási idő      | Élethossz | Uralkodási idő       | Uralkodási évek | Megjegyzés                  |
| ------------------- | ----------------- | ------------------- | --------- | -------------------- | --------------- | --------------------------- |
| Szaladin            | 1137              | 1193. március 3.    | 56 év     | szultán: 1171 – 1193 | 22 év           | Damaszkuszban is uralkodik. |
| Al-Aziz             | 1171              | 1198. november 29.  | 27 év     | szultán: 1193 – 1198 | 5 év            |                             |
| Al-Manszúr          | 1188              | 1216 után           | 28< év    | szultán: 1198 – 1200 | 2 év            |                             |
| I. al-Ádil          | 1145 januárja     | 1218. augusztus 31. | 73 év     | szultán: 1200 – 1218 | 18 év           | Damaszkuszban is uralkodik. |
| Al-Kámil            | 1177              | 1238. március 6.    | 61 év     | szultán: 1218 – 1238 | 20 év           | Damaszkuszban is uralkodik. |
| II. al-Ádil         | 1221              | 1248. február 9.    | 27 év     | szultán: 1238 – 1240 | 2 év            | Damaszkuszban is uralkodik. |
| Asz-Szálih Ajjúb    | 1205. november 5. | 1249. november 22.  | 44 év     | szultán: 1240 – 1249 | 9 év            | Damaszkuszban is uralkodik. |
| Al-Muazzam Túránsáh | ?                 | 1250. május 2.      | ?         | szultán: 1249 – 1250 | 1 év            | Damaszkuszban is uralkodik. |
| Sadzsar ad-Durr     | ?                 | 1257. április 28.   | ?         | szultán: 1250        | 1 év            |                             |
| Al-Asraf Múszá      | 1229              | 1263                | 34 év     | szultán: 1250 – 1254 | 4 év            |                             |

### Damaszkusziszultánok (1174–1260)
| Uralkodó              | Születési idő     | Halálozási idő      | Élethossz | Uralkodási idő       | Uralkodási évek | Megjegyzés                |
| --------------------- | ----------------- | ------------------- | --------- | -------------------- | --------------- | ------------------------- |
| Szaladin              | 1137              | 1193. március 3.    | 56 év     | szultán: 1174 – 1193 | 19 év           | Egyiptomban is uralkodik. |
| Al-Afdal              | kb. 1169          | 1225                | kb. 56 év | szultán: 1193 – 1196 | 3 év            |                           |
| I. al-Ádil            | 1145 januárja     | 1218. augusztus 31. | 73 év     | szultán: 1196 – 1218 | 22 év           | Egyiptomban is uralkodik. |
| Al-Muazzam            | 1176              | 1227. november 12.  | 51 év     | szultán: 1218 – 1227 | 9 év            |                           |
| An-Nasir Dawud        | 1206              | 1259                | 53 év     | szultán: 1227 – 1229 | 2 év            |                           |
| Al-Ashraf             | 1178              | 1237. augusztus 27. | 59 év     | szultán: 1229 – 1237 | 8 év            |                           |
| As-Salih Ismail       | kb. 1200          | kb. 1250            | kb. 50 év | szultán: 1237 – 1238 | 1 év            |                           |
| Al-Kámil              | 1177              | 1238. március 6.    | 61 év     | szultán: 1238        | 1 év            | Egyiptomban is uralkodik. |
| II. al-Ádil           | 1221              | 1248. február 9.    | 27 év     | szultán: 1238 – 1239 | 1 év            | Egyiptomban is uralkodik. |
| Asz-Szálih Ajjúb      | 1205. november 5. | 1249. november 22.  | 44 év     | szultán: 1239        | 1 év            | Egyiptomban is uralkodik. |
| As-Salih Ismail (2x)  | kb. 1200          | kb. 1250            | kb. 50 év | szultán: 1239 – 1245 | 6 év            |                           |
| Asz-Szálih Ajjúb (2x) | 1205. november 5. | 1249. november 22.  | 44 év     | szultán: 1245 – 1249 | 4 év            | Egyiptomban is uralkodik. |
| Al-Muazzam Túránsáh   | ?                 | 1250. május 2.      | ?         | szultán: 1249 – 1250 | 1 év            | Egyiptomban is uralkodik. |
| An-Nasir Yusuf        | 1228              | 1260 után           | 32< év    | szultán: 1250 – 1260 | 10 év           | Aleppoban is uralkodik.   |

### Aleppóiemírek (Szíria, 1183–1260)
| Uralkodó         | Születési idő | Halálozási idő     | Élethossz | Uralkodási idő    | Uralkodási évek | Megjegyzés                  |
| ---------------- | ------------- | ------------------ | --------- | ----------------- | --------------- | --------------------------- |
| Szaladin         | 1137          | 1193. március 3.   | 56 év     | emír: 1183 – 1193 | 10 év           |                             |
| Az-Zahir Ghazi   | 1172          | 1216. október 8.   | 44 év     | emír: 1193 – 1216 | 23 év           |                             |
| Al-Aziz Muhammad | kb. 1213      | 1236. november 26. | kb. 23 év | emír: 1216 – 1236 | 20 év           |                             |
| An-Nasir Yusuf   | 1228          | 1260 után          | 32< év    | emír: 1236 – 1260 | 24 év           | Damaszkuszban is uralkodik. |

### Baalbekiemírek (Libanon, 1178–1230)
| Uralkodó     | Születési idő | Halálozási idő   | Élethossz | Uralkodási idő    | Uralkodási évek | Megjegyzés |
| ------------ | ------------- | ---------------- | --------- | ----------------- | --------------- | ---------- |
| Turan-Shah   | ?             | 1180. június 27. | ? év      | emír: 1178 – 1179 | 1 év            |            |
| Farrukh Shah | ?             | 1182 decembere   | ? év      | emír: 1179 – 1182 | 3 év            |            |
| Bahramshah   | ?             | 1230             | ? év      | emír: 1182 – 1230 | 48 év           |            |

### Hamáiemírek (Szíria, 1178–1342)
| Uralkodó                   | Születési idő  | Halálozási idő    | Élethossz | Uralkodási idő    | Uralkodási évek | Megjegyzés |
| -------------------------- | -------------- | ----------------- | --------- | ----------------- | --------------- | ---------- |
| Al-Muzaffar Umar           | ?              | 1191              | ? év      | emír: 1178 – 1191 | 13 év           |            |
| I. Al-Mansur Muhammad      | 1171           | 1221              | 50 év     | emír: 1191 – 1221 | 30 év           |            |
| Nasir Kilij-Arslan         | ?              | 1229              | ? év      | emír: 1221 – 1229 | 8 év            |            |
| I. Al-Muzaffar Mahmud      | ?              | 1244              | ? év      | emír: 1229 – 1244 | 15 év           |            |
| II. Al-Mansur Muhammad     | 1214           | 1284              | 70 év     | emír: 1244 – 1284 | 40 év           |            |
| II. Al-Muzaffar Mahmud     | ?              | 1300              | ? év      | emír: 1284 – 1300 | 16 év           |            |
| Egyiptomi uralom 1300–1310 |                |                   |           |                   |                 |            |
| Abu l-Fidá Iszmáíl         | 1273 novembere | 1331. október 27. | 57 év     | emír: 1310 – 1331 | 21 év           |            |
| Al-Afdal Muhammad          | ?              | 1342              | ? év      | emír: 1331 – 1342 | 11 év           |            |

### Homsziemírek (Szíria, 1178–1263)
| Uralkodó             | Születési idő | Halálozási idő   | Élethossz | Uralkodási idő    | Uralkodási évek | Megjegyzés |
| -------------------- | ------------- | ---------------- | --------- | ----------------- | --------------- | ---------- |
| Muhammad ibn Shirkuh | ?             | 1186. március 4. | ? év      | emír: 1179 – 1186 | 7 év            |            |
| Al-Mujahid           | 1173          | 1240 februárja   | 67 év     | emír: 1186 – 1240 | 54 év           |            |
| Al-Mansur Ibrahim    | ?             | 1246. június 28. | ? év      | emír: 1240 – 1246 | 6 év            |            |
| Al-Ashraf Musa       | 1229          | 1263             | 34 év     | emír: 1246 – 1263 | 17 év           |            |

### Hasankeyfiemírek (Dél-Törökország, 1232–1524)
| Uralkodó                         | Születési idő     | Halálozási idő     | Élethossz | Uralkodási idő    | Uralkodási évek | Megjegyzés                |
| -------------------------------- | ----------------- | ------------------ | --------- | ----------------- | --------------- | ------------------------- |
| Asz-Szálih Ajjúb                 | 1205. november 5. | 1249. november 22. | 44 év     | emír: 1232 – 1239 | 7 év            | Egyiptomban is uralkodik. |
| Al-Muazzam Túránsáh              | ?                 | 1250. május 2.     | ?         | emír: 1249 – 1250 | 1 év            | Egyiptomban is uralkodik. |
| Muwahhid Taqiyya ad-Din Abdullah | ?                 | 1294               | ? év      | emír: 1249 – 1294 | 45 év           |                           |
| I. Kamil Ahmad                   | ?                 | 1325               | ? év      | emír: 1294 – 1325 | 31 év           |                           |
| Adil Mujir ad-Din Muhammad       | ?                 | 1328               | ? év      | emír: 1325 – 1328 | 3 év            |                           |
| Adil Shahab ad-Din               | ?                 | 1349               | ? év      | emír: 1328 – 1349 | 21 év           |                           |
| I. Salih Abu-Bakr Khalil         | ?                 | 1378               | ? év      | emír: 1349 – 1378 | 29 év           |                           |
| I. Adil Fakhr ad-Din Sulayman    | ?                 | 1432               | ? év      | emír: 1378 – 1432 | 54 év           |                           |
| Ashraf Sharaf ad Din             | ?                 | 1433               | ? év      | emír: 1432 – 1433 | 1 év            |                           |
| Salih Salah ad-Din               | ?                 | 1452               | ? év      | emír: 1433 – 1452 | 19 év           |                           |
| II. Kamil Ahmad                  | ?                 | 1455               | ? év      | emír: 1452 – 1455 | 3 év            |                           |
| Adil Khalif                      | ?                 | 1462               | ? év      | emír: 1455 – 1462 | 7 év            |                           |
| Akkojunlu uralom 1462–1482       |                   |                    |           |                   |                 |                           |
| II. Salih Khalil                 | ?                 | 1520               | ? év      | emír: 1482 – 1511 | 29 év           |                           |
| II. Adil Sulayman                | ?                 | 1524               | ? év      | emír: 1511 – 1514 | 3 év            |                           |
| II. Salih Khalil (2x)            | ?                 | 1520               | ? év      | emír: 1514 – 1520 | 6 év            |                           |
| Malik Hussayn                    | ?                 | 1521               | ? év      | emír: 1520 – 1521 | 1 év            |                           |
| II. Adil Sulayman (2x)           | ?                 | 1524               | ? év      | emír: 1521 – 1524 | 3 év            |                           |

### Kerakiemírek (Jordánia, 1229–1263)
| Uralkodó        | Születési idő | Halálozási idő | Élethossz | Uralkodási idő    | Uralkodási évek | Megjegyzés                  |
| --------------- | ------------- | -------------- | --------- | ----------------- | --------------- | --------------------------- |
| An-Nasir Dawud  | 1206          | 1259           | 53 év     | emír: 1229 – 1249 | 20 év           | Damaszkuszban is uralkodik. |
| Al-Mughith Umar | ?             | 1263           | ? év      | emír: 1249 – 1263 | 14 év           |                             |

### Mezopotámiaiemírek (Irak, 1185–1260)
| Uralkodó          | Születési idő | Halálozási idő      | Élethossz | Uralkodási idő    | Uralkodási évek | Megjegyzés                  |
| ----------------- | ------------- | ------------------- | --------- | ----------------- | --------------- | --------------------------- |
| Szaladin          | 1137          | 1193. március 3.    | 56 év     | emír: 1185 – 1193 | 8 év            | Egyiptomban is uralkodik.   |
| I. al-Ádil        | 1145 januárja | 1218. augusztus 31. | 73 év     | emír: 1193 – 1200 | 7 év            | Egyiptomban is uralkodik.   |
| Al-Awhad          | ?             | 1210                | ? év      | emír: 1200 – 1210 | 10 év           |                             |
| Al-Ashraf         | 1178          | 1237. augusztus 27. | 59 év     | emír: 1210 – 1220 | 10 év           | Damaszkuszban is uralkodik. |
| Al-Muzaffar Ghazi | ?             | 1247                | ? év      | emír: 1220 – 1247 | 27 év           |                             |
| Al-Kamil Muhammad | ?             | 1260                | ? év      | emír: 1247 – 1260 | 13 év           |                             |

### Jemeniemírek (1173–1229)
| Uralkodó              | Születési idő | Halálozási idő              | Élethossz | Uralkodási idő    | Uralkodási évek | Megjegyzés |
| --------------------- | ------------- | --------------------------- | --------- | ----------------- | --------------- | ---------- |
| Turan-Shah            | ?             | 1180. június 27.            | ? év      | emír: 1173 – 1181 | 8 év            |            |
| Tughtakin             | ?             | 1197 augusztusa/szeptembere | ? év      | emír: 1182 – 1197 | 15 év           |            |
| Mu'izz al-Din Isma'il | ?             | 1202                        | ? év      | emír: 1197 – 1202 | 5 év            |            |
| An-Nasir Ayyub        | ?             | 1214                        | ? év      | emír: 1202 – 1214 | 12 év           |            |
| Al-Muzaffar Sulayman  | ?             | 1215                        | ? év      | emír: 1214 – 1215 | 1 év            |            |
| Al-Mas'ud Yusuf       | 1201          | 1229                        | 28 év     | emír: 1215 – 1229 | 14 év           |            |

## Fordítás
- Ez a szócikk részben vagy egészben  a   List of Ayyubid rulers című angol Wikipédia-szócikk fordításán alapul.  Az eredeti cikk szerkesztőit annak laptörténete sorolja fel. Ez a jelzés csupán a megfogalmazás eredetét és a szerzői jogokat jelzi, nem szolgál a cikkben szereplő információk forrásmegjelöléseként.